# Lobo solitário (terrorismo)
Um lobo solitário ou terrorista lobo solitário é alguém que prepara e comete atos violentos sozinho, fora de qualquer estrutura de comando e sem assistência material de qualquer grupo. No entanto, ele ou ela pode ser influenciada ou motivados pela ideologia e crenças de um grupo externo, e pode agir em apoio a um grupo.

## Origens do termo
O termo "lobo solitário" foi popularizado por defensores da supremacia branca Alex Curtis e Tom Metzger na década de 1990. Metzger preferia atividades escondidas por indivíduos ou pequenas células em oposição a organizações expostas, visando "guerreiros agindo isoladamente ou em pequenos grupos que atacam o governo ou outros alvos em 'atos diários, anônimos."
O especialista em terrorismo Brian Michael Jenkins, da RAND Corporation, prefere o termo cão sem dono a lobo solitário. De acordo com Jenkins, a maioria dos indivíduos envolvidos em tais ataques "se escondem, farejando a violência, agressivos vocalmente mas ariscos e sem suporte".
Outro termo utilizado em relação a esses indivíduos é o de "ratos solitários", no interesse de evitar alguma espécie de glamourização aduzida ao estereótipo do termo "lobo".

## Utilização atual
O termo "lobo solitário" é usado pelas agências americanas de aplicação da lei e a mídia para se referir a indivíduos que executam violentos atos de terrorismo fora de uma estrutura de comando. A investigação do FBI e da polícia de San Diego sobre as atividades de Curtis foi chamada de Operação de Lobo Solitário, 'em grande parte devido ao encorajamento de Curtis para outros defensores da supremacia branca para seguir o que Curtis chama de "ativismo" dos 'lobos solitários'.
Enquanto o lobo solitário atua para o avanço de crenças ideológicas ou filosóficas de um grupo extremista, eles agem por conta própria, sem qualquer forma de comando ou direção. As táticas e métodos do lobo solitário são criados e direcionados sozinhos, em muitos casos, tais como as táticas descritas por Curtis, o lobo solitário nunca tem contato pessoal com o grupo com o qual identifica-se. Assim, é muito mais difícil para os funcionários de   antiterrorismo coletarem inteligência sobre os lobos solitários, uma vez que eles podem não entrar em contato com a rotina de vigilância a terroristas.
Uma análise de 2013 por Sarah Teich, uma assistente de pesquisa no Instituto Internacional de Investigação sobre o Terrorismo, encontrou cinco tendências emergentes no terrorismo islâmico do tipo lobo solitário na América do Norte e na Europa ocidental, entre 1990 e 2013:
- Um aumento no número de países alvos dos lobos solitários partir da década de 1990 até à década de 2000.
- Um aumento no número de pessoas feridas e mortas por lobos solitários.
- O aumento da eficácia da aplicação da lei e contra-terrorismo.
- Consistência na distribuição de ataques de "tipos de atores" (solitários, lobos solitários, e matilhas de lobos solitários).
- Um aumento no número de ataques contra militares.[8]

Nos Estados Unidos, lobos solitários podem representar uma ameaça maior do que grupos organizados e os terroristas não têm sido limitados aos Muçulmanos. De acordo com o Christian Science Monitor, "Com exceção dos ataques ao World Trade Center, os especialistas dizem que os principais ataques terroristas nos Estados Unidos têm sido cometidos por indivíduos perturbados que eram simpáticos a uma causa maior do bombardeiro de Oklahoma City, Timothy McVeigh, ao sniper da área de Washington, John Allen Muhammad,"ambos nascidos nos EUA.
Alguns grupos utilizam ativamente de ações do tipo lobo solitário. O grupo terrorista anti-aborto e militante Army of God usa a "resistência sem líder" como seu princípio organizador. De acordo com O New York Times, nas análises dos atentados à Maratona de Boston, o ativista da Al-Qaeda Samir Khan, na publicação Inspire, defendeu ações terroristas individuais direcionadas aos norte-americanos e publicou receitas detalhadas on-line.

## Ler mais
- Lone Wolves: How to Prevent this Phenomenon (International Centre for Counter-Terrorism - The Hague, 2014)